# (4812) Hakuhou
(4812) Hakuhou (1977 DL3) – planetoida z pasa głównego asteroid okrążająca Słońce w ciągu 3,65 lat w średniej odległości 2,37 j.a. Odkryta 18 lutego 1977 roku.